# Costa Rica op de Olympische Zomerspelen 2024
Costa Rica nam deel aan de Olympische Zomerspelen 2024 in Parijs.

## Aantal Deelnemers
Hieronder volgt een overzicht van de atleten die zich kwalificeerden voor de Olympische Zomerspelen van 2024.
| Sport       | Mannen | Vrouwen | Totaal |
| ----------- | ------ | ------- | ------ |
| Atletiek    | 1      | 0       | 1      |
| Judo        | 1      | 0       | 1      |
| Surfen      | 0      | 1       | 1      |
| Wielersport | 0      | 1       | 1      |
| Zwemmen     | 1      | 1       | 2      |
| Totaal      | 3      | 3       | 6      |

## Deelnemers en resultaten

### Atletiek

#### Loopnummers
Mannen
| atleet          | onderdeel    | series | series | herkansingen | herkansingen | halve finale | halve finale | finale         | finale         |
| atleet          | onderdeel    | tijd   | rang   | tijd         | rang         | tijd         | rang         | tijd           | rang           |
| --------------- | ------------ | ------ | ------ | ------------ | ------------ | ------------ | ------------ | -------------- | -------------- |
| Gerald Drummond | 400 m horden | 48,80  | 7 H    | 48,78        | 2 Q          | 49,68        | 7            | niet geplaatst | niet geplaatst |

### Judo
Mannen
| atleet           | onderdeel | eerste ronde         | tweede ronde         | derde ronde          | kwartfinale          | halve finale         | herkansing           | finale / BM          | finale / BM    |
| atleet           | onderdeel | tegenstander uitslag | tegenstander uitslag | tegenstander uitslag | tegenstander uitslag | tegenstander uitslag | tegenstander uitslag | tegenstander uitslag | rang           |
| ---------------- | --------- | -------------------- | -------------------- | -------------------- | -------------------- | -------------------- | -------------------- | -------------------- | -------------- |
| Sebastian Sancho | −60 kg    | n.v.t.               | Augusto V 00 - 01    | niet geplaatst       | niet geplaatst       | niet geplaatst       | niet geplaatst       | niet geplaatst       | niet geplaatst |

### Surfen
Vrouwen
| Atleet         | Onderdeel | Ronde 1 | Ronde 1 | Ronde 2              | Ronde 3                | Kwartfinale          | Halve finale               | Finale / BM          | Finale / BM |
| Atleet         | Onderdeel | Score   | Rang    | Tegenstander Uitslag | Tegenstander Uitslag   | Tegenstander Uitslag | Tegenstander Uitslag       | Tegenstander Uitslag | Rang        |
| -------------- | --------- | ------- | ------- | -------------------- | ---------------------- | -------------------- | -------------------------- | -------------------- | ----------- |
| Brisa Hennessy | vrouwen   | 15,56   | 1 R3    | bye                  | Hopkins W 12,34 - 9,90 | Silva W 6,37 - 5,47  | Weston-Webb V 13,66 - 6,17 | Defay V 4,93 - 12,66 | 4           |

### Wielersport

#### Wegwielrennen
Vrouwen
| atleet       | onderdeel    | tijd | rang |
| ------------ | ------------ | ---- | ---- |
| Milagro Mena | wegwedstrijd | DNF  | DNF  |

### Zwemmen
Mannen
| atleet       | onderdeel        | series  | series | halve finale | halve finale | finale         | finale         |
| atleet       | onderdeel        | tijd    | rang   | tijd         | rang         | tijd           | rang           |
| ------------ | ---------------- | ------- | ------ | ------------ | ------------ | -------------- | -------------- |
| Alberto Vega | 400 m vrije slag | 4.03,14 | 35     | n.v.t.       | n.v.t.       | niet geplaatst | niet geplaatst |

Vrouwen
| atlete        | onderdeel         | series  | series | halve finale   | halve finale   | finale         | finale         |
| atlete        | onderdeel         | tijd    | rang   | tijd           | rang           | tijd           | rang           |
| ------------- | ----------------- | ------- | ------ | -------------- | -------------- | -------------- | -------------- |
| Alondra Ortiz | 200 m vlinderslag | 2.18,56 | 18     | niet geplaatst | niet geplaatst | niet geplaatst | niet geplaatst |